# August von Thümen

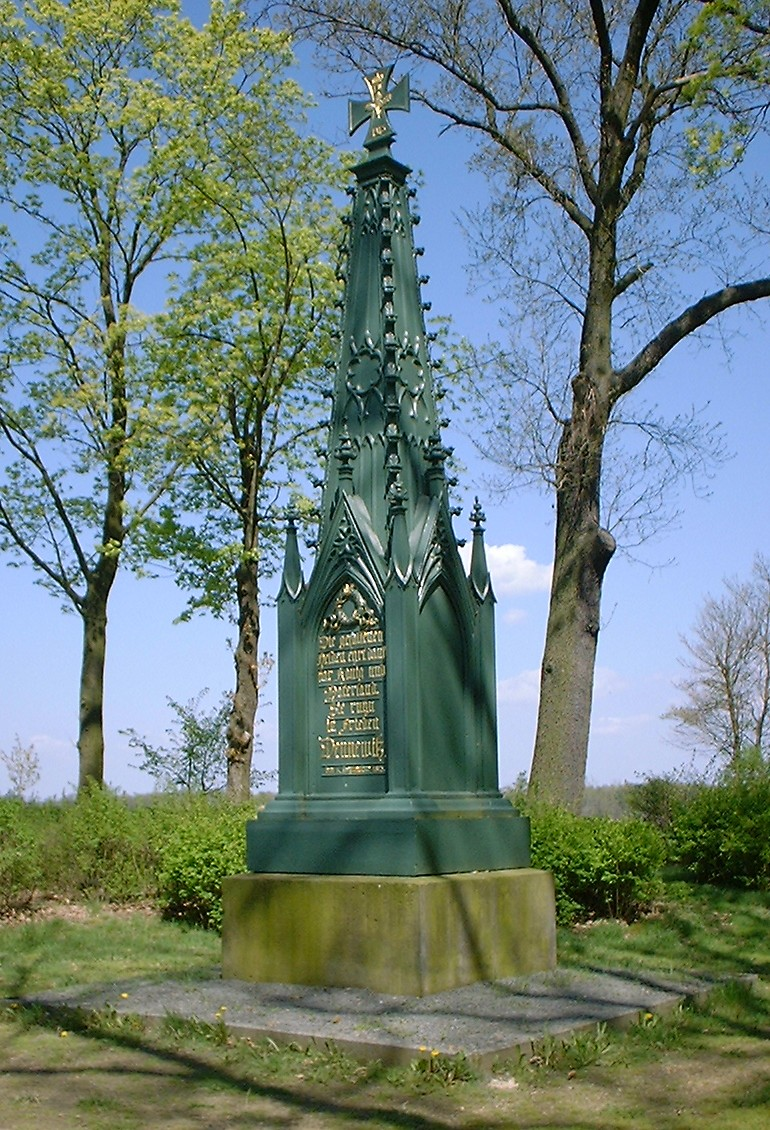
Obélisque de Schinkel à Niedergörsdorf

Heinrich Ludwig August von Thümen (né le 30 décembre 1757 au manoir de Stücken et mort le 15 mars 1826 au château de Caputh) est un lieutenant général prussien et aide de camp du roi Frédéric-Guillaume III.

## Biographie

### Origine
Il est issu d'une ancienne famille noble de la région de la Marche, mentionnée pour la première fois en 1281. Son père est le seigneur héréditaire de Stücken, Kerzendorf et Radach, Christian Joachim Heinrich von Thümen (1732-1810) et sa femme Anna Dorothea Sophie, née von der Lippe (morte en 1786) de la famille Blankenfelde.

### Carrière militaire
Thümen commence sa carrière militaire dans l'armée prussienne le 24 juin 1769 en tant que caporal dans le régiment d'infanterie "Prince de Prusse". Il y accède au grade d'enseigne en septembre 1775 et prend part aux batailles de Trautenau, Schnellenwalde et Neustadt en 1778/79 pendant la guerre de Succession de Bavière. En mai 1787, Thümen, entre-temps capitaine d'état-major, rejoint le 11e bataillon de fusiliers "von Dessaunière (de)" de la 1re brigade de fusiliers prussien-orientaux et deux ans plus tard, il y devient capitaine et commandant de compagnie. En 1794, Thümen participe à la campagne de Pologne. Après d'autres affectations dans diverses associations, il reçoit l'ordre Pour le Mérite le 15 juin 1802 à l'occasion de la revue à Memel. Le 17 janvier 1805, Thümen devient commandant du 1er régiment d'infanterie "von Kunheim" et promu lieutenant-colonel le 20 juin 1805. Il dirige son régiment lors de la guerre de la Quatrième Coalition près de Lübeck. Au vu de la force supérieure des troupes françaises, Thümen doit capituler et est bientôt libéré sur parole d'honneur. En raison de la défaite de la Prusse, il est d'abord inactif. Ce n'est que le 7 avril 1809 que Thümen reçoit une nouvelle affectation par le roi Frédéric-Guillaume III. Il le nomme commandant de la citadelle de Spandau avec un salaire de 2 500 thalers. De plus, Thümen est promu colonel le 20 mai 1809. En 1812, les Français occupent la citadelle d'importance stratégique.
À la fin de l'année, Thümen est nommé brigadier sur la Vistule, basé à Marienwerder. Il y est chargé de constituer un bataillon de réserve et de le mettre à la disposition du général von Bülow. Malgré le manque de bottes et de manteaux, Thümen peut former sept unités en très peu de temps. Après sa promotion au grade de général de division, Thümen  rejoint le mars 1813 à Berlin et assiège la citadelle de Spandau. Le 26 avril, il réussit à forcer le commandant français, le général Bruny, à se rendre.

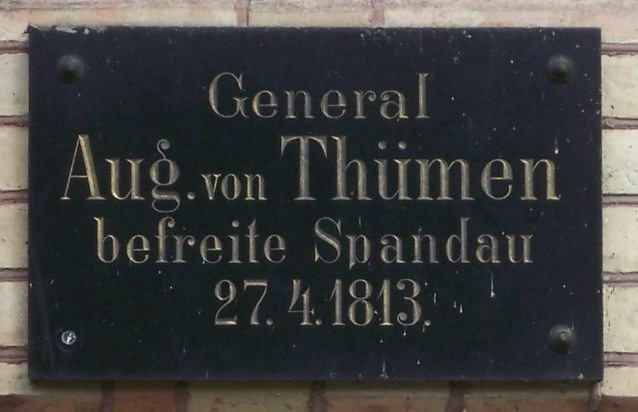
Plaque commémorative pour August von Thuemen (Citadelle de Spandau)

Une plaque commémorative sur la citadelle le commémore aujourd'hui. Pour quelques sous en argent, la population est autorisée à voir la forteresse endommagée au cours des jours suivants. Les fonds récoltés doivent profiter à la reconstruction de leurs maisons.
Au cours des guerres napoléoniennes, Thümen rejoint le corps de Bülow et se distingue à Kalau et Luckau. Pour cela, il reçoit la croix de fer de 2e classe. Il fait également ses preuves lors de la bataille de Gross Beeren en prenant d'assaut le Windmühlenberg à l'ouest de Großbeeren. En septembre 1813, sa division repousse les Français, qui sont sous le commandement suprême du maréchal Michel Ney, dans la bataille de Dennewitz, que l'on croit perdue, dans de violents combats et rend ainsi la victoire possible. Un obélisque conçu par Karl Friedrich Schinkel et érigé en 1817 sur une colline entre Niedergörsdorf et Dennewitz, d'où Thümen décida de la bataille, commémore encore ceux qui sont morts dans la bataille. En reconnaissance de ses services, il reçoit la croix de fer de 1re classe et le 21 octobre 1813 les feuilles de chêne à l'Ordre Pour le Mérite.
En février 1814, Thümen devient lieutenant général et finalement en 1815 général commandant à Posen, où il doit entre autres organiser la Landwehr. Le 24 juin 1819, il célèbre son 50e anniversaire de service et est mis à la retraite le 26 janvier 1820 avec une pension annuelle de 3000 thalers.
Thümen est seigneur des deux domaines, le château de Caputh, qu'il achète en 1820, et Neu-Langerwisch. Il est également chevalier de l'Ordre de Saint-Jean.

### Famille
Thümen se marie le 26 mars 1787 à Potsdam avec Karoline Fischer (1762-1856). Elle est la fille de Wilhelm Friedrich Fischer et de Madelaine Le Cointe. Les enfants suivants sont nés de ce mariage :
- Angélique (1787–1845) mariée le 24 juin 1819 à Posen avec Ernst Ewald von Steinmann, capitaine de cavalerie prussien et adjudant du 5e corps d'armée
- Wilhelmine (1789–1845) mariée le 19 avril 1816 à Posen avec Karl von Winterfeldt, conseiller privé
- Wilhelm (1792–1856), lieutenant général prussien marié en 1822 avec Philippine von Zschock (de) (1801–1872)
- Agnès (1794-1853), chanoinesse du monastère du Saint-Sépulcre
- August (1797–1868), lieutenant-colonel prussien marié le :

29 Septembre 1829 avec Auguste Wissmann (1806-1864)
15 Septembre 1867 avec Klara von Paczenski-Tenczin (de) (1829-1884)
- Karl (1803-1805)
- Davida (1806-1883). Elle est fiancée au poète Hoffmann von Fallersleben, qui lui dédie de nombreux poèmes.

Thümen, sa fille Davida et d'autres membres de la famille sont enterrés dans une tombe familiale dans le parc de l'église de Caputh, qui est gravement négligée et partiellement détruite à l'époque de la RDA. Deux des arrière-petites-filles du général font réparer la tombe en 2002.